# Jamal SPG
Jamal SPG (in russo Ямал СПГ, in inglese Yamal LNG) è il primo impianto di gas naturale liquefatto costruito ed operato in ambiente artico. È localizzato nel villaggio di Sabetta, sulla Penisola Jamal, in Russia.
La fase di commissioning e start up dell'impianto è cominciata nel marzo 2017 quando è stata avviata la prima unità SIEMENS SGT800 (GTG1) dell'elettro stazione dell'impianto.
Il cuore dell'impianto è costituito da 3 linee di processo, ciascuna costituita da due stringhe di compressione ognuna delle quali comprime Propano e Mix refrigerant con l'ausilio di turbine MS7001EA e compressori centrifughi di design General Electric.
L'impianto, i cui maggiori azionisti sono Novatek e Total, genera a pieno regime 16,5 milioni di tonnellate di gas e fu progettato e commissionato da Technip, JGC Corporation e Chiyoda.
Il progetto prevede anche a costruzione di un porto e di un aeroporto. Sono anche state commissionate 14 navi rompighiaccio.
Jamal SPG è considerato l'impianto dei record a seguito dei continui successi registrati sin dalla fase di commissioning e start up per continuare con i successivi anni di produzione.